# Kiều Thanh
NSƯT Kiều Thanh tên đầy đủ là Kiều Thị Thanh (sinh ngày 10 tháng 3 năm 1981 tại Hà Nội) là một nữ diễn viên người Việt Nam. Kiều Thanh nổi tiếng và được biết đến rộng rãi qua vai diễn Trà "Cave" trong bộ phim Phía trước là bầu trời của đạo diễn Đỗ Thanh Hải ra mắt năm 2001. Vào năm 2019, cô đặc biệt gây ấn tượng với vai diễn Kiều Dung trong bộ phim Hoa hồng trên ngực trái sau một thời gian dài vắng bóng của mình.
Năm 2015, cô được phong tặng danh hiệu Nghệ sĩ Ưu tú. Hiện nay, Kiều Thanh đang công tác tại Nhà hát kịch Hà Nội.

## Tiểu sử
- Thanh từng học trường THPT Đống Đa Hà Nội.
- Vai diễn đầu tiên cô tham gia là Trà "cave" trong bộ phim "Phía trước là bầu trời" của đạo diễn Đỗ Thanh Hải. Cũng chính từ bộ phim này cô đã để lại dấu ấn trong lòng khán giả, đồng thời tên tuổi của cô cũng trở nên nổi tiếng.[1]
- Sau đó rất thành công qua hàng loạt vai diễn ở các phim như: "Gái nhảy", "Dòng sông phẳng lặng", "Khi đàn chim trở về", "Những giấc mơ dài", "Bảy ngày và một đời", "Nhà có ba chị em gái", "Hai phía chân trời", "Câu hỏi số 5" với các vai diễn đa dạng.
- Năm 2015, cô được phong danh hiệu NSƯT. Năm 2012, cô công khai có con trai 1 tuổi và đang hạnh phúc bên gia đình nhỏ với bạn đời của mình tên Cương.[2]
- Hiện Thanh đang công tác tại Nhà hát kịch Hà Nội.
- Các phim từ năm 2012 của Kiều Thanh bao gồm: "Đàn trời", "Sinh mệnh", "Hạnh phúc không ở cuối con đường", "Hoa hồng trên ngực trái".

## Các vai diễn
| Năm  | Phim                                           | Vai        | Đóng với                                                             | Kênh          |
| ---- | ---------------------------------------------- | ---------- | -------------------------------------------------------------------- | ------------- |
| 2000 | Series Cảnh sát hình sự: Từ đen đến trắng      | Tú         |                                                                      | VTV3          |
| 2001 | Phía trước là bầu trời                         | Trà "cave" | Nguyễn Thành Vinh, Hà Hương, Thu Nga, Kiều Anh                       | VTV3          |
| 2003 | Khi đàn chim trở về                            | Hà Châu    |                                                                      | VTV3          |
| 2003 | Gái nhảy                                       | Sương      | Mỹ Duyên, Minh Thư, Anh Vũ                                           | Phim điện ảnh |
| 2003 | Hến ơi là Hến                                  | Liễu       | Quốc Khánh                                                           | VTV3          |
| 2004 | Những giấc mơ dài                              | Nga        | Mạnh Cường, Thu Quế, Hải Anh, Kim Oanh                               | VTV3          |
| 2004 | Cảnh sát hình sự: Một thế giới không có đàn bà | Sương      | Tuấn Quang, Minh Tiệp, Đào Văn Bích, Vũ Phan Anh                     | VTV3          |
| 2004 | Người mất ngủ                                  | Nguyệt     | Thanh Tùng                                                           | VTV3          |
| 2004 | Không cô đơn                                   |            |                                                                      | VTV3          |
| 2004 | Tuyệt vọng                                     | Thanh      | Lâm Tùng                                                             | VTV3          |
| 2005 | Dòng sông phẳng lặng                           | Cúc        | Hoàng Hải, Thu Quế, Đàm Hằng, Việt Anh, Tùng Dương                   | VTV3          |
| 2006 | Bảy ngày và một đời                            | Cẩm Thi    | Mạnh Cường, Khánh Huyền                                              | VTV3          |
| 2006 | Ôi! Mẹ chồng                                   | Xuân       | Đức Khuê                                                             | VTV3          |
| 2006 | Hậu họa                                        | Quyên      | Mạnh Cường, Vũ Huy Trinh, Diệu Hương                                 | VTC1          |
| 2007 | Nhà có ba chị em                               | Quỳnh      | Mai Thu Huyền, Thu Quế, Trung Hiếu, Bình Minh                        | VTV3          |
| 2007 | Khi nắng thu về                                | Thủy       | Vũ Huy Trinh, Kiều Anh                                               | Phim điện ảnh |
| 2007 | Sinh mệnh                                      | Nga        | Võ Thành Tâm                                                         | Phim điện ảnh |
| 2007 | Cảnh sát hình sự: Đột Kích                     | Phan Hồng  | Thanh Tùng, Tạ Minh Thảo, Vũ Phan Anh                                | VTV1          |
| 2008 | Những người độc thân vui vẻ                    | Hằng       | Bình Minh (khách mời)                                                | VTV3          |
| 2009 | Tìm lại chính mình                             | Tâm Đoan   | Vũ Phan Anh, Bảo Kỳ, Mỹ Hạnh, Hữu Phương                             | VTV1          |
| 2010 | Thời khắc may mắn                              | Dương      | Vĩnh Xương                                                           | VTV1          |
| 2010 | Vệt nắng cuối trời                             | Thanh Diên | Nguyệt Hằng, Trung Hiếu, Tuấn Quang, Minh Hương                      | VTV3          |
| 2010 | Cuồng phong                                    | Bách Thanh | Hoàng Dũng, Minh Hòa, Trung Hiếu, Hoa Thúy, Tạ Minh Thảo, Diệu Hương | VTV1          |
| 2010 | Những phóng viên vui nhộn (sitcom)             | Chi Mai    |                                                                      | VTV3          |
| 2012 | Đàn trời                                       | Nhẫn       | Hoàng Dũng, Trung Anh, Tùng Dương                                    | VTV1          |
| 2012 | Hai phía chân trời                             | Hường      | Mạnh Cường, Lê Vũ Long, Xuân Bắc, Kiều Anh, Vi Cầm                   | VTV1          |
| 2015 | Khi đàn chim trở về (phần 3)                   | Kiều Loan  | Việt Anh, Tùng Dương, Vân Anh, Lâm Vissay                            | VTV1          |
| 2015 | Câu hỏi số 5                                   | Linh Lam   | Phạm Tiến Lộc, Chí Nhân, NSƯT Đỗ Kỷ, Tạ Minh Thảo, Thanh Hoa         | VTV3          |
| 2018 | Hạnh phúc không ở cuối con đường               | Ngân       | Hồng Quang, Thùy Dương                                               | VTV1          |
| 2019 | Hoa hồng trên ngực trái                        | Kiều Dung  | Hồng Đăng, Hồng Diễm, Ngọc Quỳnh, Lương Thanh, Diệu Hương, Trí Đức   | VTV3          |